# (17927) Ghoshal
(17927) Ghoshal (1999 GL20) – planetoida z pasa głównego asteroid okrążająca Słońce w ciągu 3,35 lat w średniej odległości 2,24 j.a. Odkryta 15 kwietnia 1999 roku.